# Chaohu

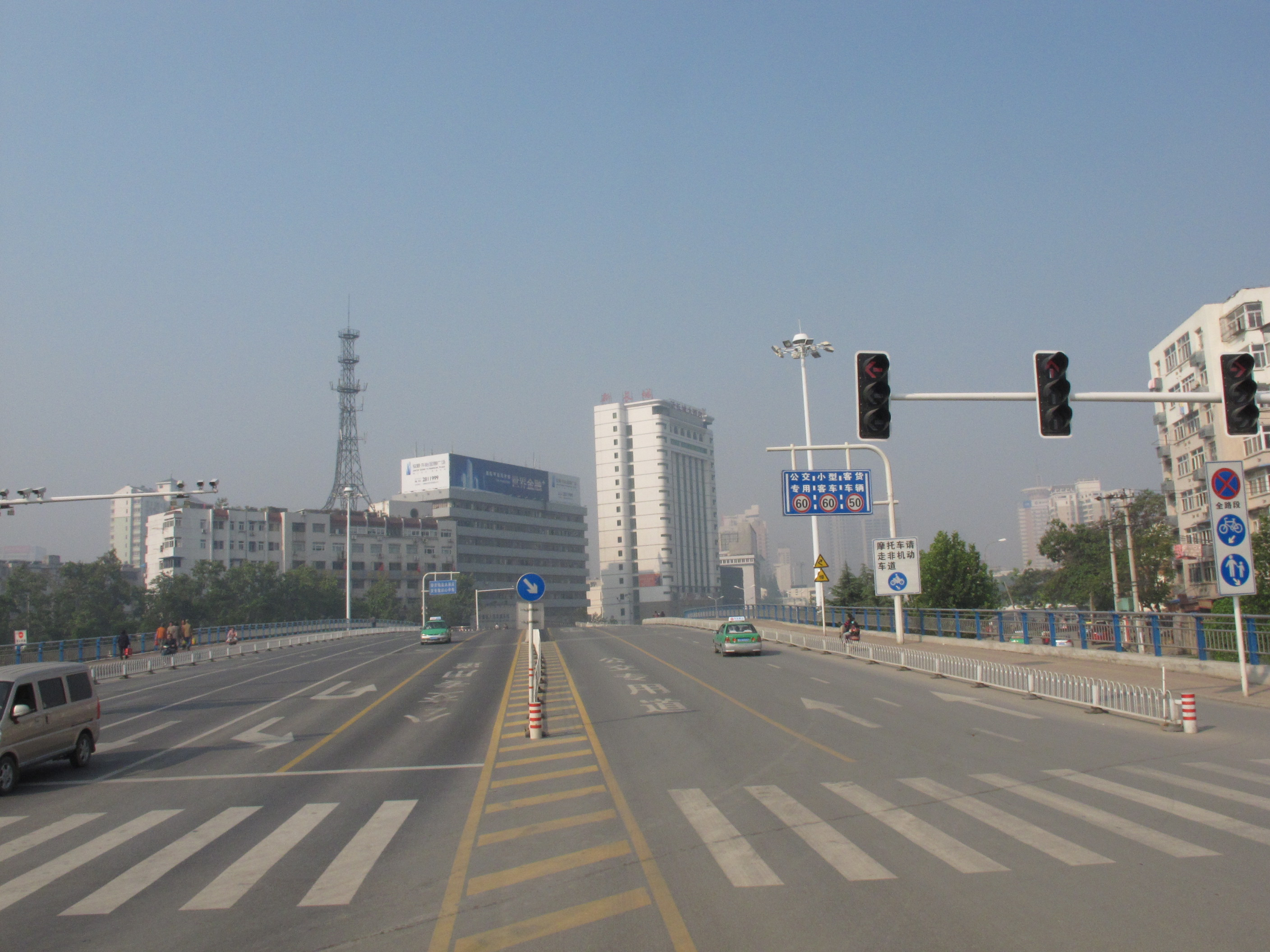
Chaohu, 2010

Chaohu (chinesisch 巢湖市, Pinyin Cháohú Shì) ist eine kreisfreie Stadt in Hefei in der chinesischen Provinz Anhui.
Sie hat eine Fläche von 2.063 Quadratkilometern und zählt ca. 4,5 Millionen Einwohner (Stand: Ende 2024). Der in ihrem Gebiet gelegene ehemalige Wohnsitz von Feng Yuxiang (冯玉祥旧居,  Féng Yùxiáng jiùjū) steht auf der Liste der Denkmäler der Volksrepublik China.

## Geschichte
Vor dem 22. August 2011 war Chaohu eine Bezirksfreie Stadt mit 9.423 Quadratkilometern und ca. 4,5 Millionen Einwohnern. Sie bestand aus dem Stadtbezirk Juchao (居巢区,  Jūcháo Qū) und den Kreisen Lujiang (庐江县,  Lújiāng Xiàn), Wuwei (无为县,  Wúwéi Xiàn), Hanshan (含山县,  Hánshān Xiàn) und He (和县,  Hé Xiàn).
An genanntem Tag wurde die bezirksfreie Stadt aufgelöst und unter Hefei, Wuhu und Ma’anshan aufgeteilt. Der frühere Stadtbezirk Juchao von Chaohu, wurde in Chaohu umbenannt und bildet die heutige kreisfreie Stadt in Hefei.
Seit 1. Januar 2015 ist Chaohu über den neu errichteten Ostbahnhof an das chinesische Hochgeschwindigkeitsbahnnetz angebunden.

## Administrative Gliederung
Auf Gemeindeebene setzt sich Chaohu aus sechs Straßenvierteln, elf Großgemeinden und einer Gemeinde zusammen. Sitz der Stadtregierung ist das Straßenviertel Woniushan (卧牛山街道).